# Sibulan
Sibulan è una municipalità di quarta classe delle Filippine, situata nella Provincia di Negros Oriental, nella regione di Visayas Centrale.
Sibulan è formata da 15 baranggay:
- Agan-an
- Ajong
- Balugo
- Bolocboloc
- Calabnugan
- Cangmating
- Enrique Villanueva
- Looc
- Magatas
- Maningcao
- Maslog
- Poblacion
- San Antonio
- Tubigon
- Tubtubon

## Infrastrutture e trasporti
La città ospita l'Aeroporto di Dumaguete - Sibulan.